# Els misteris de l'illa
Els misteris de l'illa (títol original en francès, Les Mystères de l'île) és un telefilm francès, de la col·lecció Els misteris de..., escrit per David D'Aquaro, dirigit per François Guérin i emès per primera vegada, a Suïssa el 13 de gener de 2017 a RTS Un, a Bèlgica dos dies després a La Une i a França a France 3 el 17 de gener. El rodatge va tenir lloc del 24 d'agost al 20 de setembre de 2016 a l'illa d'Aix (Charanta Marítima). S'ha doblat al català per TV3.